# Hassi Fedoul
Hassi Fedoul è un comune dell'Algeria, situato nella provincia di Djelfa.